# Geoff Crompton
Jeffrey Crompton, detto Geoff (Burlington, 4 luglio 1955 – Tallahassee, 7 gennaio 2002), è stato un cestista statunitense, professionista nella NBA e nei Paesi Bassi.

## Carriera
Venne selezionato dai Kansas City Kings al quarto giro del Draft NBA 1978 (70ª scelta assoluta).

## Palmarès
- CBA Most Valuable Player (1984)
- All-CBA First Team (1984)
- All-CBA Second Team (1983)
- CBA All-Defensive Second Team (1984)
- Miglior rimbalzista CBA (1985)